# Aphonomorphus surdus
Aphonomorphus surdus är en insektsart som beskrevs av Rehn, J.A.G. 1918. Aphonomorphus surdus ingår i släktet Aphonomorphus och familjen syrsor. Inga underarter finns listade i Catalogue of Life.